# Jeu vidéo de Formule 1

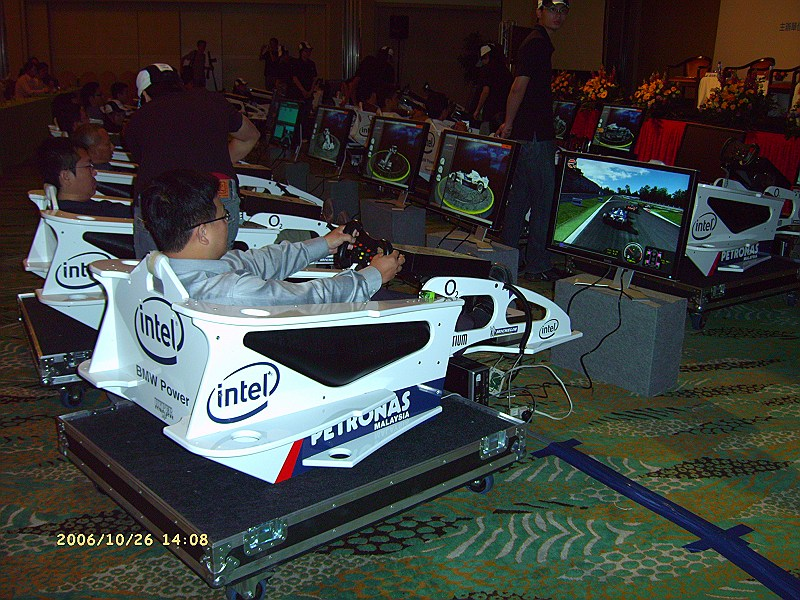
Modèle de voiture expérimental (vPro F1 Experience Activity).

Un jeu vidéo de Formule 1 est un genre de jeu vidéo dont le gameplay est basé sur le contrôle d'un véhicule de Formule 1 (F1), les jeux de F1 représentent une bonne partie de la famille des jeux vidéo de course. Le but est généralement de progresser le plus rapidement possible d'un point à un autre pour gagner sur les autres ou sur le temps. Ce type de jeu met en exergue la notion de compétition et tire son intérêt des sensations de vitesse et de pilotage qu'il procure. Très populaire, le genre s'inspire des Grands Prix de Formule 1, des circuits et des monoplaces de cette discipline.

## Historique
Depuis Pole Position de Namco publié en 1982, la Formule 1 a toujours eu une part de marché significative du genre jeu vidéo de course. En 1992, Geoff Crammond commercialise un jeu de simulation, Formula One Grand Prix, qui fait passer les jeux de Formule 1 des jeux d'arcade au développement complet de simulations de cette discipline sportive.

### Le développement du genre
Les origines des jeux de Formule 1 remontent quasiment à l'apparition du jeu vidéo commercial. Apparu en juillet 1974, Gran Trak 10, développé par Atari Inc., peut être considéré comme le premier jeu de course automobile. Le circuit est affiché en intégralité à l'écran, en vue aérienne, et le joueur doit enchaîner les tours en contre-la-montre pour obtenir le maximum de points. Les graphismes, en noir et blanc, sont très minimalistes et la maniabilité de l'engin peu convaincante. La borne, en position verticale, est équipée d'un volant et de deux pédales. Les voitures ressemblent à des monoplaces de Formule 1.
Cependant, le premier succès commercial pour la Formule 1 arrive en 1982 avec Pole Position de Namco, qui confronte pour la première fois le joueur à des concurrents virtuels. C'est aussi le premier titre à s'inspirer des tracés de circuits réels. Dans Pole Position, le joueur doit faire un tour complet dans un temps minimum pour se qualifier pour la course disputée sur le circuit automobile situé au pied du Mont Fuji. Après s'être qualifié, le joueur affronte d'autres concurrents pour une course comptant pour le championnat. Le jeu connaît un grand succès et il génère une suite officielle, Pole Position II, et une autre non officielle, Final Lap. Après Pole Position, de nombreux jeux similaires apparaissent en salle arcade (et plus tard sur des ordinateurs personnels), comme le TX-1.
À la fin des années 1980, les jeux d'arcade sont remplacés par des jeux sur ordinateur personnel. Les derniers succès commerciaux sur borne d'arcade sont Super Sprint, qui propose la vue arrière et une vue subjective, et Championship Sprint.

### Les simulations
En 1992, Geoff Crammond développe Formula One Grand Prix (Microprose), entièrement en 3D. Complet et profond, poussant le sens du détail à un niveau inédit avec des possibilités de paramétrages pléthoriques (réglages, aide au pilotage, personnalisation), Grand Prix est souvent considéré comme le père des simulations modernes. Il engendre une des séries les plus appréciées des amateurs de simulations de F1.
Le jeu sorti en 1992, se base sur le championnat du monde de Formule 1 1991. Ensuite, les suites Grand Prix 2, 3 et 4 sont calquées respectivement sur les saisons 1994, 1998 et 2001.
Grand Prix 4 est le dernier volet. Sorti en octobre 2002 sur PC et initialement prévu puis annulé pour Xbox, il reste à ce jour le meilleur jeu de simulation de Formule 1 dans l'esprit de beaucoup de joueurs. Grand Prix 4 se limite, malgré sa sortie en 2002, à la saison 2001 de Formule 1. Il proposa une excellente qualité graphique et un réalisme de course toujours poussé (pluie aléatoire, réglages détaillés).
La licence officielle de Formule 1 est détenue alors par Ubisoft puis transférée à Electronic Arts, qui créent une série de simulations par saison et également EA Sports F1 Series.
Formula One est une série de jeux vidéo de course de Formule 1 sous licence officielle FOA. Apparue en 1996, la série a initialement été développé par Bizarre Creations puis, à partir de 2001, par Sony Studio Liverpool. Édité par Psygnosis puis Sony Computer Entertainment, Formula One est devenu une franchise phare des consoles PlayStation. Certains épisodes ont été adaptés sur Windows et Game Boy Color. Chaque année, un nouveau volet est commercialisé incluant une actualisation du calendrier, des monoplaces, des circuits, des pilotes et du règlement selon la saison en cours. En 2003, après un nouveau contrat passé entre Sony et la FIA, la série obtient l'exclusivité de la licence « Formula One » pendant quatre années.
Formula One 06 est le quinzième jeu officiel de la série Formula One. Le jeu est sorti en Europe le 28 juillet 2006 et au Japon le 28 décembre 2006 (soit cinq mois après la sortie du jeu en Europe) pour la PlayStation 2 et PlayStation Portable. Le jeu continue la tradition d'un mode carrière, une option en place depuis 2004. Il prend pour cadre le championnat du monde de Formule 1 2006, avec ses pilotes, ses écuries et ses circuits. En solo, cinq modes de jeu sont disponibles : course rapide, contre-la-montre, week-end de Grand Prix, championnat du monde et carrière. Le mode multijoueur est jouable jusqu'à seulement deux joueurs.
F1 2009 est développé par Sumo Digital et édité par Codemasters, sortie uniquement sur Playstation Portable et Wii.
Codemasters détient les droits pour l'exploitation de la licence Formule 1 à partir de 2010. L'éditeur développe un titre multi-plateforme par saison; sont sortis: F1 2010, F1 2011; F1 2012; F1 2013, F1 2014, F1 2015, F1 2016, F1 2017, F1 2018, F1 2019, F1 2020 et F1 2021
Parmi ces titres, Grand Prix Legends est un jeu singulier, développé par Papyrus (en)et édité par Sierra, sorti en 1998. Il met en scène la saison 1967 de Formule 1.

### Mods pour PC
Certains jeux de course sur PC (rfactor, iRacing...) offrent la possibilité de jouer aux dernières saisons du championnat du monde de Formule 1 via des mods, des modifications du jeu développées par des fans à travers le monde et téléchargeables sur internet.